# Irene Ryan
Irene Ryan, pseudonimo di Jessie Irene Noblett (San Francisco, 17 ottobre 1902 – Santa Monica, 26 aprile 1973), è stata un'attrice statunitense.

## Biografia
Si tratta di una delle poche artiste che abbiano riscosso successo in ambiti differenti quali il teatro, la radio, il cinema, e la televisione.
Il ruolo per il quale viene principalmente ricordata è quello di "Nonna" Daisy May Moses nel telefilm degli anni sessanta The Beverly Hillbillies (1962–1971), per il quale fu candidata due volte agli Emmy Award nella categoria Outstanding Lead Actress in a Comedy Series nel 1963 e 1964.

## Filmografia parziale

### Cinema
- Quella notte con te (Unfinished Business), regia di Gregory La Cava (1941) (non accreditata)
- Melody Parade, regia di Arthur Dreifuss (1943)
- San Diego, ti amo (San Diego I Love You), regia di Reginald Le Borg (1944)
- Meravigliosa illusione (That's the Spirit), regia di Charles Lamont (1945)
- Stanotte t'ho sognato (That Night with You), regia di William A. Seiter (1945)
- Il diario di una cameriera (The Diary of a Chambermaid), regia di Jean Renoir (1946)
- La donna della spiaggia (The Woman on the Beach), regia di Jean Renoir (1947)
- Arco di trionfo (Arch of Triumph), regia di Lewis Milestone (1948)
- La cara segretaria (My Dear Secretary), regia di Charles Martin (1948)
- Il re dell'Africa (Mighty Joe Young), regia di Ernest B. Schoedsack (1949)
- Mi svegliai signora (Half Angel), regia di Richard Sale (1951)
- Aspettami stasera (Meet Me After the Show), regia di Richard Sale (1951)
- Il pirata Barbanera (Blackbeard, the Pirate), regia di Raoul Walsh (1952)
- Ricochet Romance, regia di Charles Lamont (1954)
- Desiderio nella polvere (Desire in the Dust), regia di William F. Claxton (1960)

### Televisione
- The Whistler – serie TV, episodio 1x18 (1955)
- The Restless Gun – serie TV, episodio 1x32 (1958)
- General Electric Theater – serie TV, episodio 10x17 (1962)
- Io e i miei tre figli (My Three Sons) – serie TV, episodio 2x15 (1962)
- Carovane verso il west (Wagon Train) – serie TV, 1 episodio (1962)
- Mister Ed, il mulo parlante (Mister Ed) – serie TV, 1 episodio (1965)
- The Beverly Hillbillies – serie TV, 274 episodi (1962-1971)
- Petticoat Junction – serie TV, 2 episodi (1968)

### Teatro
- Pippin (1972-1973)

## Doppiatrici italiane
- Renata Marini in La cara segretaria
- Wanda Tettoni in Aspettami stasera
- Annarosa Garatti in The Beverly Hillbillies